# Musikanthropologie
Musikanthropologie ist ein Teilbereich der Anthropologie, wird aber auch als interdisziplinärer Ansatz aufgefasst, der die Musikwissenschaft einbezieht. Alternativ wird der Terminus „Musikanthropologie“ bisweilen als Synonym für die Vergleichende Musikwissenschaft (Musikethnologie) oder, seltener, für die Betrachtung der Musik der frühen Hochkulturen  oder für die Musikarchäologie verwendet (Historische Musikwissenschaft). 
In der Musikanthropologie wird die Musik als ein Resultat biologischer Gegebenheiten und psychischer Prozesse verstanden. Geleitet wird die Musikanthropologie von der Überzeugung, dass die Musikbetrachtung vom Wesen des Menschen und einer Evolution der Musik Ausgang nehmen muss.